# Parhymenopus davisoni
Parhymenopus davisoni es una especie de mantis de la familia Hymenopodidae.

## Distribución geográfica
Se encuentra en las islas de la Sonda y Malasia.